# 貝斯尼
貝斯尼是土耳其的城鎮，由阿德亞曼省負責管轄，位於該國南部，距離首府阿德亞曼44公里，面積133平方公里，海拔高度1,050米，2010年人口29,102。

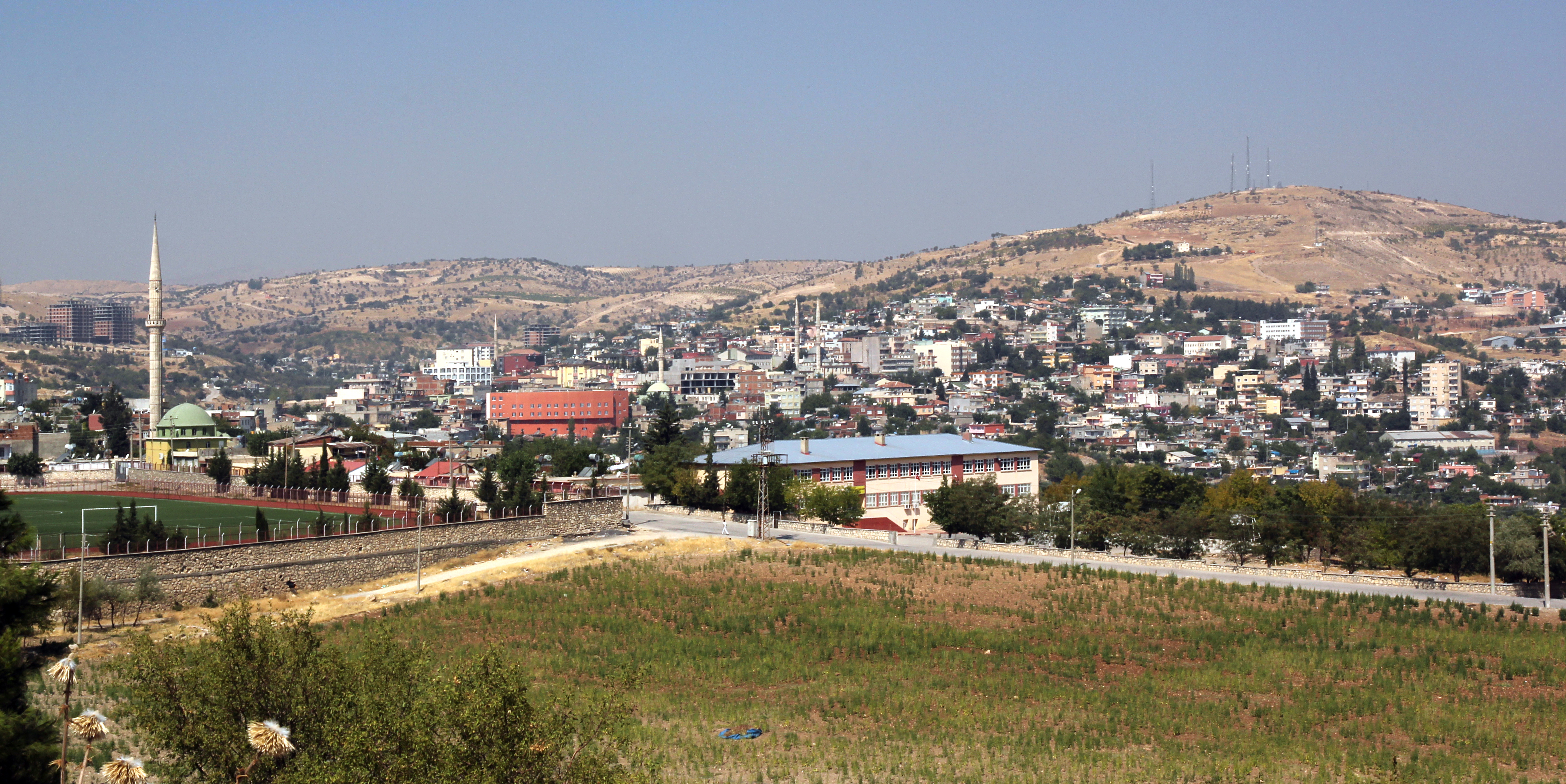
Besni